# Отмяново
Отмяново (пол. Otmianowo, нім. Ottmenau) — село в Польщі, у гміні Бонево Влоцлавського повіту Куявсько-Поморського воєводства.
Населення — 353 особи (2011).
У 1975-1998 роках село належало до Влоцлавського воєводства.

## Демографія
Демографічна структура станом на 31 березня 2011 року:
|          | Загалом | Допрацездатний вік | Працездатний вік | Постпрацездатний вік |
| -------- | ------- | ------------------ | ---------------- | -------------------- |
| Чоловіки | 185     | 41                 | 121              | 23                   |
| Жінки    | 168     | 34                 | 85               | 49                   |
| Разом    | 353     | 75                 | 206              | 72                   |